# Dokken
Dokken – amerykański zespół wykonujący heavy metal i hard rock, założony w 1978 roku. Grupa sprzedała ponad 10 milionów płyt na całym świecie.

## Historia zespołu

### Wczesne lata (1978-1983)
Dokken został założony w 1978 roku przez Dona Dokkena, wraz z Jimem Monanterasem, Gregiem Leonem i Mickiem Brownem. Przedtem Don dawał koncerty w Los Angeles z zespołem „Airborn”, jednak był zmuszony zmienić nazwę na Dokken, gdyż grupa pod taką nazwą już istniała i miała podpisany kontrakt płytowy. W 1979 roku, Don Dokken poleciał do Niemiec, aby nagrać wokal wspierający na nadchodzący album zespołu Scorpions, Blackout. Miało być to wsparcie dla wokalisty zespołu, Klausa Meine, który cierpiał na dolegliwości strun głosowych. W tym samym czasie zespół Accept nagrywał album w innym studio. Menedżer tego zespołu był w stanie zapewnić Donowi kontrakt płytowy z Carrere Records. W ten sposób pierwszy studyjny album, Breaking the Chains ukazał się w Niemczech, jednak pod szyldem „Don Dokken”. Krótko po tym Don spotkał George’a Lyncha i Micka Browna, którzy występowali z grupą Xciter. Poznając dodatkowo Juana Crouciera, Dokken miał już gotowy, stały skład. W tym samym czasie amerykański menedżer, Cliff Bernstein odkrył, że Dokken odnosi sukcesy w Niemczech, więc postanowił wypromować zespół w Stanach Zjednoczonych. Grupa odbyła trasę koncertową po Stanach Zjednoczonych wraz z zespołem Blue Öyster Cult w 1983, jednak o jej zakończeniu członkowie zespołu pozostali z małą ilością pieniędzy i byli bliscy rozwiązania kontraktu z wytwórnią z powodu niskich wyników sprzedaży ich albumu. Podczas gdy grupa była bardzo popularna w Europie, w rodzimej Ameryce nie uzyskiwała sukcesów.

### Sukces komercyjny (1983–1988)
Juan Croucier odszedł z Dokken w 1983 roku, przyłączając się do zespołu Ratt. Na jego miejsce przyszedł Jeff Pilson. 1984 stał się przełomowym rokiem dla zespołu za sprawą sukcesu, który odniósł album Tooth and Nail w Stanach Zjednoczonych. Na albumie znalazło się kilka hitów zespołu, takich jak „Just Got Lucky”, „Alone Again” czy „Into The Fire”. Album sprzedał się w ponad milionowym nakładzie w Stanach Zjednoczonych, a na całym świecie w ok. 3-milionowym nakładzie. 9 listopada 1985 roku, zespół wydał trzeci studyjny album, Under Lock and Key. Ten album również rozszedł się w ponad milionowym nakładzie. DW latach 80. Dokken supportowało wiele znanych zespołów takich jak Judas Priest, AC/DC, Aerosmith czy Dio.
Po udanej trasie koncertowej z zespołem Scorpions, Dokken powrócili do studia w grudniu 1986 roku, aby nagrać utwór „Dream Warriors”, później wykorzystany w filmie Koszmar z ulicy Wiązów III: Wojownicy snów. Utwór zwrócił uwagę wielu brytyjskich fanów hard rocka na zespół. Utwór ukazał się jako singiel 10 lutego 1987 roku. Po tym wydarzeniu, zespół wziął półroczną przerwę, przygotowując się do nagrania kolejnego albumu, Back for the Attack, który ukazał się 27 listopada 1987 roku. Album ten był trzecim wydawnictwem zespołu, które uzyskało status platyny.
Po wydaniu Back for the Attack, grupa rozpoczęła trasę koncertową w ramach festiwalu Monsters of Rock Tour 1988 w lecie 1988 roku, grając u boku Van Halen, Scorpions, Metalliki i Kingdom Come. Nagrania z kwietniowej trasy koncertowej po Japonii zostały wydane jako album koncertowy Beast from the East 16 listopada 1988 roku, otrzymując status złotej płyty w Stanach Zjednoczonych.

### Przerwa (1988-1993)
Po rozległej trasie koncertowej prowadzonej w 1988 roku, zespół rozpadł się z powodu twórczych i prywatnych rozbieżności pomiędzy Donem Dokkenem a George’em Lynchem. Podczas tej przerwy, Lynch i Brown stworzyli zespół Lynch Mob, który wydał dwa albumy: Wicked Sensation w 1990 roku, oraz Lynch Mob z 1992. Don Dokken w 1990 roku wydał zaś solowy album zatytułowany Up from the Ashes, promowany dwoma singlami. W 1991 roku, basista Jeff Pilson dołączył do zespołu McAuley Schenker Group, nagrywając z nim trzeci studyjny album M.S.G.. Krótko po tym, dołączył on do Dio, nagrywając tym samym album Strange Highways, wydany w 1994 roku. Jeff założył również swój zespół, War and Peace, w czasie gdy George Lynch wydał solowy album. Ten album, zatytułowany Sacred Groove, połączył ponownie Lyncha z Donem, gdyż Don Dokken został poproszony o napisanie utworu We Don't Own This World. Don Dokken miał również zaśpiewać ten utwór na albumie, jednak w ostatniej chwili Don był niezdolny do wzięcia udziału w sesji nagraniowej, a jego partię wokalną zaśpiewali Gunnar i Matthew Nelsonowie z zespołu Nelson.

### Wznowienie działalności (1993-2008)
Po wydaniu albumu Up from the Ashes w 1990 roku, Don Dokken rozpoczął tworzenie kolejnego solowego albumu. Zatytułowany Dysfunctional, został nagrany i wyprodukowany w studiu Dona w 1993 roku. Mimo wszystko, John Kalodner, z którym Don miał podpisać kontrakt dotyczący wydania albumu, John podsunął pomysł, aby przywrócić George’a Lyncha do składu i album wydać pod szyldem Dokken, a nie jako kolejne solowe dokonanie Dona. Nie zważając na fakt że sprzeczki między Lynchem a Donem Dokkenem były powodem rozwiązania zespołu w 1988 roku, zgodzili się oni odstawić swoje problemy na bok. Grupa oficjalnie wznowiła działalność w roku 1995 mając w składzie Micka Browna, Jeffa Pilsona, Dona Dokkena i George’a Lyncha. Ten ostatni musiał ponownie napisać i nagrać ścieżki gitary, gdyż Don początkowo sam je zagrał, nie mając w planach udziału George’a w tworzeniu albumu. Zespół podpisał kontrakt z wytwórnią Columbia Records, a album sprzedał się w nakładzie przekraczającym 300 000 kopii, pomimo tego, że podobne zespoły w tym samym czasie odnotowywały rażący spadek popularności.
Podczas trasy koncertowej promującej album Dysfunctional, spięcie między George’em a Donem ponownie doprowadziło do rozpadu zespołu. Podczas wydarzenia promocyjnego, zorganizowanego przez Columbia Records, kiedy grupa miała zagrać dla 120 stacji radiowych na żywo, Lynch niespodziewanie opuścił studio tuż przed wejściem na antenę i odmawiał powrotu. Wytwórnia płytowa była zmuszona odtworzyć w radiu taśmę nagraną podczas prób zespołu. Cztery dni później Columbia Records rozwiązała kontrakt z Dokken, jako powód podając ten i inne incydenty spowodowane zachowaniem Lyncha. Album zawierający zapis akustycznego koncertu zespołu, zatytułowany One Live Night, został wydany w 1996 roku, już przez nową wytwórnię płytową, CMC. Rok później ukazał się kolejny studyjny album, Shadowlife. Don Dokken był zawiedziony tym wydawnictwem, gdyż George Lynch, który miał największy wpływ na muzykę prezentowaną na nim, posunął się również do usunięcia loga zespołu z okładki. Don oskarżył George’a o próbę zniszczenia zespołu, przytaczając cytat wypowiedziany przez Lyncha podczas wywiadu: „To jest doskonały album. To będzie koniec Dokken, czyli to co chciałem osiągnąć."
Pod koniec 1997 roku, Lynch odszedł nagle z zespołu, odmawiając tym samym zagrania koncertów w ramach europejskiej trasy koncertowej. Mając ustalone daty koncertów, Don Dokken poprosił gitarzystę zespołu Europe, Johna Noruma, który w 1990 roku brał udział w nagrywaniu solowej płyty Dona, o pomoc w dokończeniu trasy koncertowej. John zgodził się bez wahania. Lynch próbował powrócić do zespołu na kilka dni przed rozpoczęciem trasy, jednak ze strony zespołu otrzymał jednogłośną odmowę. Lynch pozwał zespół domagając się odszkodowania w wysokości miliona dolarów, jednak Dokken wygrał sprawę. Po europejskim tournée, John Norum nie był w stanie kontynuować współpracy z grupą, gdyż przed wyruszeniem w trasę, rozpoczął pracę nad solowym albumem, który chciał dokończyć. Potem grupa wzbogaciła się o byłego gitarzystę Winger, Reba Beacha, z którym nagrała album Erase the Slate, wydany w 1999 roku jako nowy początek zespołu. Dokken wydał też album koncertowy Live from the Sun w 2000 roku, po wydaniu którego Beach odszedł z zespołu.
Beach, który pracował nad innymi projektami muzycznymi, nie mógł pozostać w Dokken na dłuższy czas. Na jego miejsce przyszedł John Norum, który równocześnie pracował z innymi projektami muzycznymi i odbywał trasę koncertową z Dokken. Basista Jeff Pilson również odszedł z zespołu i został zastąpiony Barrym Sparksem. W wywiadzie udzielonym w 2004 roku, Don Dokken ujawnił, że Jeff odszedł z zespołu ponieważ chciał robić coś innego niż grać te same utwory w kółko. Album w takim składzie wydał album Long Way Home. Podczas trasy koncertowej na wiosnę 2003 roku, promującej album, John Norum, który miał niesprawną rękę został zastąpiony przez Alexa De Rosso, gitarzystę związanego z włoską grupą Dark Lord. W tym samym roku zespół uczestniczył w trasie koncertowej festiwalu Metal Edge, grając koncerty razem z Ratt, FireHouse i innymi.
Latem roku 2003, Dokken odbyli długą trasę koncertową po Stanach Zjednoczonych jako zespół otwierający koncerty Scorpions i Whitesnake. Po tej trasie, gitarzysta zespołu, De Rosso stracił wizę pracowniczą i był zmuszony wrócić do Włoch. Na jego miejsce Don Dokken wyznaczył Jona Levina, znanego ze współpracy z Doro. Jon zagrał również w 1998 roku przypadkowo jeden wspólny koncert z Dokken. Po dojściu Levina, skład Dokken, Brown, Levin i Sparks przetrwał do roku 2008. Dokken wydali album Hell to Pay w 2004 roku, który przez krytyków jest uważany jako nowoczesne osiągnięcie dla zespołu. Lata 2005 i 2006 grupa spędziła na intensywnej trasie koncertowej. W 2007 roku ukazały się album koncertowy i kompilacyjny zespołu. Album koncertowy zatytułowany From Conception: Live 1981, jest zapisem koncertu zespołu z wczesnych lat działalności, znaleziony przypadkowo przez Dona. Album kompilacyjny Unchain the Night, wydany poprzednio w 1986 roku jako VHS, jest zbiorem teledysków i materiałów dokumentujących działalność zespołu, wydanym na płycie DVD. Grupa uczestniczyła również w festiwalu Rocklahoma w roku 2007 i 2008.

### Powrót (od 2008)
13 maja 2008 roku ukazał się pierwszy od czterech lat nowy studyjny album zespołu, Lightning Strikes Again. Album był największym osiągnięciem komercyjnym zespołu od 13 lat. Album jest uważany jako powrót Dokken do znanego i typowego dla grupy brzmienia. Don Dokken podkreślił, że to za sprawą namów Jona Levina zespół powrócił do dawnych dokonań, komponując świeży album. Jednocześnie Don powiedział, że praca nad tym albumem nie była prosta. Podczas wiosny i lata w roku 2008 zespół chcąc wypromować nowy album, uczestniczył w licznych wywiadach, min. dla Rockline, KNAC, The Classic Metal Show, oraz stworzył serię podcastów dostępnych na oficjalnej stronie zespołu.

## Obecność w popkulturze
Członkowie zespołu udzielają się przy produkcji tribute albumów, min. poświęconych grupom Rush i Iron Maiden. Jeff Pilson zagrał rolę basisty Steel Dragon w filmie Gwiazda rocka. Zespół wziął również udział w projekcie organizowanym przez Roniego Jamesa Dio, Hear ’n Aid.
W latach 80. Don Dokken zaśpiewał w projekcie perkusisty Scorpions, Hermana Rarebella, „Herman Ze German and Friends”. Utwór który został nagrany z Donem nazywa się 'I'll Say Goodbye'.
W 2009 roku, zespół Dokken pojawił się w reklamie nowego programu antywirusowego firmy Symantec, Norton Internet Security 2010.

## Skład zespołu

### Obecni członkowie
- Don Dokken – śpiew, gitara (1976-1988, 1993–)
- Jon Levin – gitara (2003–)
- Barry Sparks – gitara basowa, wokal wspierający (2001–)
- Mick Brown – perkusja, wokal wspierający (1981-1988, 1993–)

### Byli członkowie
- Greg Leon – gitara (1977-1979)
- George Lynch – gitara (1981–1988, 1993-1997)
- Reb Beach – gitara(1998–2001)
- John Norum – gitara (1997, 2001–2002)
- Jeff Pilson – gitara basowa, instrumenty klawiszowe, wokal wspierający (1983–1988, 1993-2001)
- Juan Croucier – gitara basowa (1978–1982)
- Peter Baltes – gitara basowa (1977-1978)
- Gary Holland – perkusja (1979)
- Greg Pecka – perkusja (1978)
- Tom Croucier – gitara basowa (1980)
- Steve Barry – gitara basowa (1978-79)

### Muzycy koncertowi
- Chris McCarvill – gitara basowa (2008, 2015-)
- Jimmy DeGrasso – perkusja (2012-)
- Mikkey Dee – perkusja (2001)
- Alex De Rosso – gitara (2002-2003)
- Jeff Martin – perkusja (2008)

## Dyskografia
Albumy studyjne
- Breaking the Chains (1983)
- Tooth and Nail (1984)
- Under Lock and Key (1985)
- Back for the Attack (1987)
- Dokken (Japan CD) (1994)
- Dysfunctional (1995)
- Shadowlife (1997)
- Erase the Slate (1999)
- Long Way Home (2002)
- Hell to Pay (2004)
- Lightning Strikes Again (2008)
- Broken Bones (2012)

Minialbumy
- Back in the Streets (1979)